# Павельцево (Тверская область)
Па́вельцево — деревня в Конаковском районе Тверской области. Входит в состав Козловского сельского поселения.

## География
Находится в юго-восточной части Тверской области на расстоянии приблизительно 42 км на юго-запад по прямой от районного центра города Конаково на правом берегу реки Лама.

## История
Известна с 1707 года. В 1859 году здесь (деревня Клинского уезда Московской губернии) было учтено 15 дворов.

## Население
Численность населения: 131 человек (1859 год), 23 (русские 87 %) в 2002 году, 16 в 2010.